# Psilosticha oresitropha
Psilosticha oresitropha är en fjärilsart som beskrevs av Turner 1947. Psilosticha oresitropha ingår i släktet Psilosticha och familjen mätare. Inga underarter finns listade.